# Anoplodactylus justi
Anoplodactylus justi is een zeespin uit de familie Phoxichilidiidae. De soort behoort tot het geslacht Anoplodactylus. Anoplodactylus justi werd in 1992 voor het eerst wetenschappelijk beschreven door Müller. 